# Campeonato Europeo Sub-18 1995
El Campeonato Europeo Sub-18 1995 se llevó a cabo en Grecia del 15 al 22 de agosto y contó con la participación de 8 selecciones juveniles de Europa provenientes de una fase eliminatoria.
España venció en la final a Italia para conseguir su tercer título continental.

## Participantes
| - Grecia (anfitrión) - Hungría - Italia - Países Bajos | - Noruega - Eslovaquia - España - Turquía |

## Fase de grupos

### Grupo A
| País       | J | G | E | P | GF | GC | GD | Pts |
| ---------- | - | - | - | - | -- | -- | -- | --- |
| Italia     | 3 | 2 | 0 | 1 | 6  | 3  | +3 | 6   |
| Grecia     | 3 | 1 | 1 | 1 | 7  | 6  | +1 | 4   |
| Noruega    | 3 | 1 | 1 | 1 | 5  | 4  | +1 | 4   |
| Eslovaquia | 3 | 1 | 0 | 2 | 3  | 8  | –5 | 3   |

| 15 de julio | Italia     | 4–1 | Grecia     |
|             | Noruega    | 3–1 | Eslovaquia |
| 17 de julio | Italia     | 2–1 | Noruega    |
|             | Grecia     | 5–1 | Eslovaquia |
| 19 de julio | Eslovaquia | 1–0 | Italia     |
|             | Noruega    | 1–1 | Grecia     |

### Grupo B
| País         | J | G | E | P | GF | GC | GD | Pts |
| ------------ | - | - | - | - | -- | -- | -- | --- |
| España       | 3 | 3 | 0 | 0 | 7  | 2  | +5 | 9   |
| Países Bajos | 3 | 2 | 0 | 1 | 10 | 6  | +4 | 6   |
| Hungría      | 3 | 1 | 0 | 2 | 6  | 8  | –2 | 3   |
| Turquía      | 3 | 0 | 0 | 3 | 2  | 9  | –7 | 0   |

| 15 de julio | España       | 2–1 | Hungría      |
|             | Países Bajos | 4–1 | Turquía      |
| 17 de julio | Turquía      | 0-3 | España       |
|             | Países Bajos | 5–3 | Hungría      |
| 19 de julio | España       | 2–1 | Países Bajos |
|             | Hungría      | 2–1 | Turquía      |

## Fase final

### Tercer lugar
| Equipo 1     | Resultado | Equipo 2 |
| ------------ | --------- | -------- |
| Países Bajos | 0-5       | Grecia   |

### Final
| Equipo 1 | Resultado                                       | Equipo 2 |
| -------- | ----------------------------------------------- | -------- |
| España   | 4-1, Carlitos, Guti, Carlitos, Carlitos. Totti. | Italia   |

## Campeón
| Eurocopa Sub-18 1995 |
| -------------------- |
| Bandera de España    |
| España 3º Título     |